# Helvella crispa
Helvella crispa, conocida cumúnmente como silla de montar blanca, silla de montar de duende o helvella común, es un hongo ascomiceto de la familia Helvellaceae. El hongo se identifica fácilmente por su sombrero blanquecino de forma irregular, tallo acanalado y superficies inferiores borrosas. Se encuentra en el este de América del Norte y en Europa, cerca de árboles de hoja caduca en verano y otoño.

## Etimología
El hongo fue originalmente descripto como Phallus crispus por el naturalista Giovanni Antonio Scopoli en 1772.  Su epíteto específico es el adjetivo latino crispa 'arrugado' o 'rizado'. El nombre genérico era originalmente un tipo de hierba italiana, pero se asoció con las colmenillas.

## Descripción

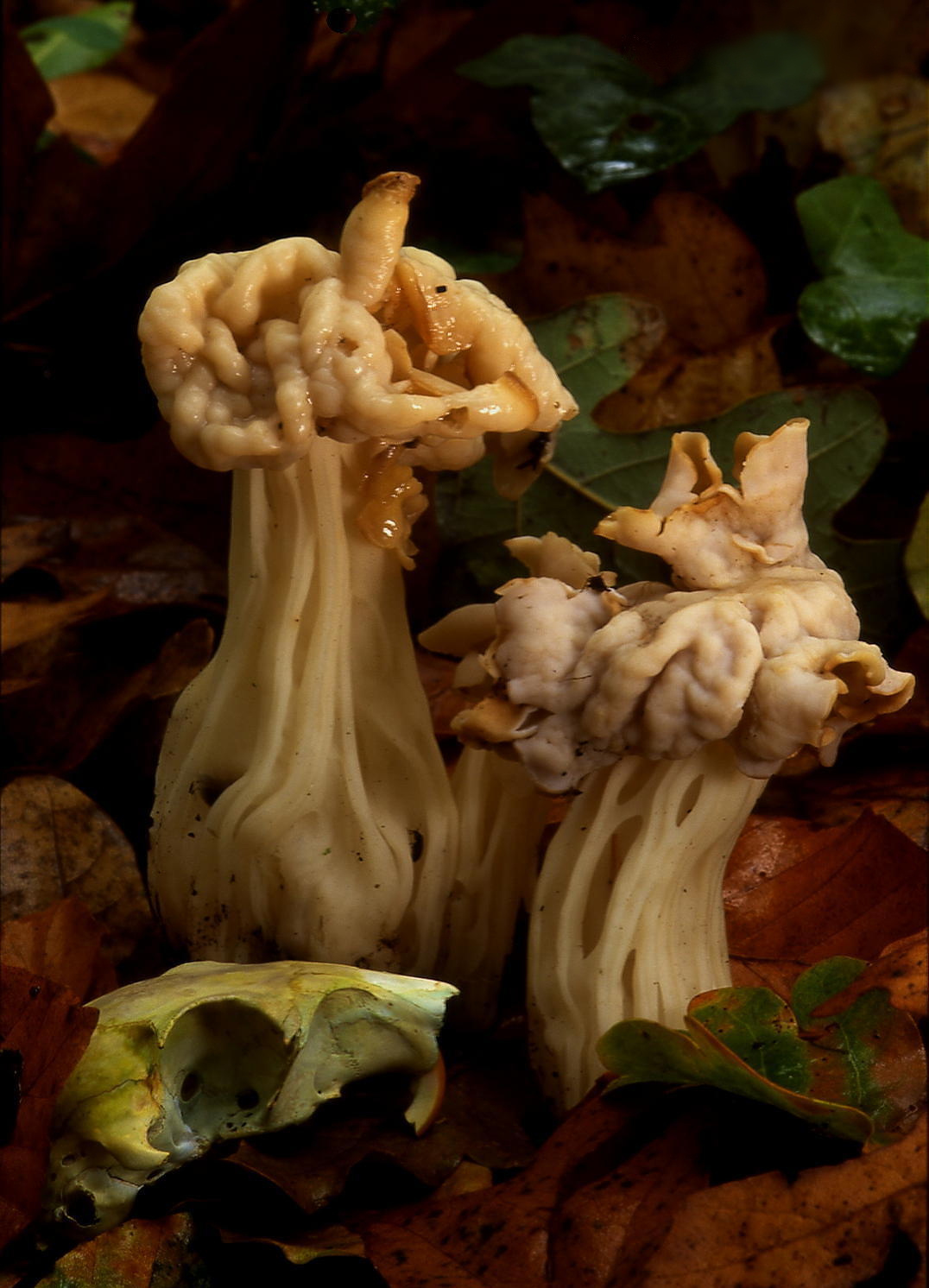

H. crispa es de color blanco cremoso, de 6 a 13 cm de largo, con un píleo  de 2 a 5 cm de diámetro. Son llamativos sus lóbulos de forma irregular en el sombrero, pero con una base robusta de color blanco cremoso (tamaño 2–8×1–2,5 cm). Su carne es delgada y quebradiza. El tallo mide de 3 a 10 cm de largo, es de color blanco o rosado y está adornado con nervaduras. Desprende un agradable aroma, pero no es comestible crudo. La impresión de esporas es blanca, las esporas ovaladas miden en promedio 19 x 11,5 μm. Ocasionalmente se encuentran formas cubiertas de blanco. Se puede distinguir de las formas blancas ocasionales de Helvella lacunosa por su capa inferior peluda y márgenes enrollados cuando es joven.

## Distribución y hábitat
Crece tanto en hierba como en maderas duras húmedas, como el haya, a lo largo de los caminos, en setos y en los taludes de las praderas. Se pueden ver desde finales de verano hasta finales de otoño.
Se encuentra en China, Japón, Europa y el este de América del Norte, aunque es reemplazada por la H. lacunosa relacionada en las partes occidentales.

## Comestibilidad
Aunque algunas guías enumeran esta especie como comestible, se especula que puede contener monometilhidrazina, que puede causar una intoxicación grave y puede ser cancerígena. Se ha informado que causa síntomas gastrointestinales cuando se come cruda. Otros estudios encontraron resultados que parecen indicar que algunos individuos están adaptados genéticamente para acetilar rápidamente la MMH y no se verían afectados por la toxina.